# NGC 166
NGC 166 este o galaxie spirală localizată în constelația Balena. A fost descoperită în anul 1886 de către Francis Leavenworth. De asemenea, a fost observată încă o dată de către Herbert Alonzo Howe.